# COIL (イギリス)
コイル（Coil）は、イギリスのインダストリアル・ミュージック、エクスペリメンタル・ミュージックのグループ。スロッビング・グリッスル、サイキックTVに在籍したピーター・クリストファーソンと、サイキックTVなどに在籍したジョン・バランスを中心に、活動時期によって様々なミュージシャンが参加した。
2004年の活動終了時のメンバーは以下の通り。
- ジョン・バランス (John Balance)
- ピーター・クリストファーソン (Peter Christopherson)
- サイポールサンドラ (Thighpaulsandra)
- オシアン・ブラウン (Ossian Brown)

## 略歴
1982年、サイキックTVの活動で知り合ったピーター・クリストファーソンとジョン・バランスは、サイキックTVを離れコイルとしての活動を始める。1984年に初の作品『How to Destroy Angels』（EP）、アルバム『Scatology』を発表する。その後2004年まで11枚のアルバムと数多くのシングルを製作した。
2004年11月13日、ジョン・バランスが自宅での転落事故により死亡したことで、コイルの活動終了を宣言。翌2005年の『The Ape Of Naples』が最後のアルバムとなった。
ピーター・クリストファーソンも2010年、就寝中に死亡した。

## ディスコグラフィ

### アルバム
- Scatology (1984年)
- Horse Rotorvator (1986年)
- Love's Secret Domain (1991年)
- ELpH vs. Coil: Worship the Glitch (1995年)
- 『コイル・プレゼンツ・ブラック・ライト・ディストリクト - ア・サウザンド・ライツ・イン・ア・ダーケンド・ルーム -』 - Black Light District: A Thousand Lights in a Darkened Room (1996年)
- Time Machines (1998年)
- 『アストラル・ディザスター』 - Astral Disaster (1999年)
- Musick to Play in the Dark Vol. 1 (1999年)
- Musick to Play in the Dark Vol. 2 (2000年)
- Constant Shallowness Leads to Evil (2000年)
- Black Antlers (2004年)
- The Ape of Naples (2005年)
- The New Backwards (2008年)
- Backwards (2015年)